# Handlungsschema
Handlungsschema (syn. Handlungsmuster, Operationsschema oder Handlungsentwurf) ist ein Fachterminus der Entwicklungspsychologie, der motorische Phänomene im Entwicklungsstadium des 4./5. Lebensjahrs zusammen mit einem ausgeprägten Symbolcharakter beschreibt. Der maßgeblich von Jean Piaget geprägte Begriff „Handlungsschema“ wurde schon vor ihm von der Individualpsychologie verwendet und später von der Soziologie, Psychoanalyse, ebenso wie von der Wissenschaftstheorie aufgenommen. Er ist teilweise auch im allgemeinen Sprachgebrauch anzutreffen. Neben der Entwicklung der Sprache im 3./4. Lebensjahr, die ebenfalls auf motorischen Fähigkeiten aufbaut und gleichfalls Symbolcharakter besitzt, kommt es im 4./5. Lebensjahr zur Ausbildung weiterer Handlungsperspektiven im Zusammenhang mit einer intensiveren Entwicklung der Phantasietätigkeit und eigenen Zukunftsvorstellungen.

## Allgemeiner Sprachgebrauch
Im allgemeinen Sprachgebrauch ist das „Handlungsschema“ eine oft pejorativ gebrauchte Redewendung, mit der eine allzu starre Handlungsweise zum Ausdruck gebracht wird. Hiernach wird immer wieder gehandelt, indem die mit dem Schema verbundenen gefühlsmäßigen Wertvorstellungen zum Tragen kommen, wie etwas geschehen oder ablaufen soll.

## Individualpsychologie
Alfred Adler (1870–1937) schreibt, dass das Schema, dessen sich das Kind bedient, um handeln zu können und sich zurechtzufinden, dem Drängen des Verstandes entspricht, „das Chaotische, Fließende, nie zu Erfassende in feste Formen zu bannen, um es zu berechnen“. Dabei würden unreale Annahmen durch Fiktionen gemacht. Adler vertrat hierbei eine ähnliche Position wie Hans Vaihinger (1852–1933). Dieser fand, dass so „in dem wilden Wirrwarr eindringender Empfindungen“ eine Ordnung geschaffen werde.

## Psychoanalyse
Wolfgang Loch (1915–1995) ist der Auffassung, dass das frühkindliche Handlungsschema auf affektive Grunderfahrungen des Guten und Bösen zurückzuführen ist. Er schlägt daher den dynamischen Begriff des affektiven Handlungsschemas vor, den er mit dem statischen Begriff der Imago in Beziehung setzt. Die verinnerlichten affektiven Schemata sind ebenso Relikte des Erlebten wie Reaktionsbasis für zukünftige Handlungen.

## Soziologie
Alfred Schütz (1899–1959) hat den zielgerichteten Charakter der Handlungsentwürfe betont. Der handelnde Mensch hat stets eine mehr oder weniger konkrete Vorstellung „vor Augen“ von dem, was er mit seinen Handlungen realisieren bzw. erreichen will. Diese Zielvorstellung ist nichts anderes als die vorweggenommene realisierte Handlung, die als Gesamtbild „entworfen“ und in die Zukunft projiziert wird.

## Wissenschaftstheorie
Ernst von Glasersfeld (1917–2010) versucht die Theorien der a) Vererbung von Lernfähigkeit, b) des Konzepts der kognitiven Schemata von Jean Piaget (1896–1980) und c) der Theorie der Abduktion von Charles Sanders Peirce (1839–1914) in einem konstruktivistischen Ansatz zu verbinden.